# J.P. Nyströms
J.P. Nyströms orkester är en svensk musikgrupp vars repertoar till stor del består av instrumental folkmusik och  visor, såväl folkliga som egenkomponerade. Ett speciellt signum för gruppen är tramporgeln; och den har också tagit sitt namn från harmoniumtillverkaren J.P. Nyströms orgel- & pianofabrik. 

## Historia
Gruppen bildades i Malmberget år 1977, och har främst ägnat sig åt de norrbottniska folkmusiktraditionerna. Den var en del av folkmusikvågen, och bland de första att fördjupa sig i folkmusiken från detta område. Förutom tramporgeln använder sig gruppen av fioler, durspel, bas, gitarr och flöjter samt då och då sång. Både musik och texter är präglade av den norrbottniska, tornedalskt präglade kulturen. Ibland sjunger de även på meänkieli.
J.P. Nyströms har turnerat (förutom i Sverige)  i bland annat länder som Kanada och Japan. År 1985 koreograferade Mats Ek vid Cullbergbaletten en balett vid namn På Norrbotten som baserar sig på gruppens musik. Från 1999 till 2000 turnerade ensemblen tillsammans med Norrbottens Kammarorkester och spelade Jan Ferms Norrbottensrapsodi.

## Medlemmar
- Originalmedlemmar (1977): Göran Eriksson, Markus Falck, Svante Lindqvist, Mats Olausson och Olov Falck.
- Medlemmar (2011): Göran Eriksson, Markus Falck, Svante Lindqvist och Mats Olausson. (Ulf ”Flu” Jonsson beskrivs som ”ständig gästartist”.)

## Diskografi
- Låtar i Norrbotten, 1979 (LP)
- Kallvattudans 1981 (LP)
- På Norrbotten 1986 (kassett, LP)
- Kolme veljestä (Tre bröder), 1986 (singel)
- Vårvinter, 1987 (LP)
- Stockholm 1313 km, 1996 (samlings-CD)
- Bus med JP Nyströms, 1997 (CD)
- Min längtan hem är större än jag tror, 2001 (CD-singel)
- Klingelikling, 2003 (CD)